# Johannes XVIII
Johannes XVIII, född Phasianus i Rapagnano, död juni 1009 i Rom, var påve från den 25 december 1003 till sin död fem år senare, i juni 1009.

## Biografi
Phasianus var son till en romersk präst vid namn Leo. Han upphöjdes till kardinalpräst av San Pietro in Vincoli omkring år 1000. Liksom fallet med företrädaren, blev Phasianus vald till påve genom huset Crescentius inblandning; han konsekrerades till påve julen 1003, och antog namnet Johannes XVIII.
Uppgifterna om Johannes pontifikat utgörs nästan uteslutande av detaljer om hans ecklesiastikala förvaltning. Han gav flera kyrkor och kloster privilegier och godkände deras egendomar, sanktionerade gåvor till religiösa inrättningar, återgav de ecklesiastikala privilegierna till den återinrättade stolen i Merseburg, godkände vid en synod i Rom 1007 instiftandet av en stol i Bamberg som den tyske kung Henrik II grundat, och sände pallium till ärkebiskoparna i Trier och Canterbury.
Johannes motsatte sig kraftfullt ansatserna som ärkebiskop Letericus av Sens och biskop Fulco av Orléans gjorde, när de försökte förhindra att abboten Goslin av Fleury använde de privilegier han fått av Rom, och de försökte förmå honom att bränna de påvliga privilegiebreven. Påven klagade inför kejsaren för detta, och kallade båda biskoparna till en tribunal under hot om en ecklesiastikal fördömelse som skulle drabba hela riket.
I Konstantinopel erkändes Johannes som biskop av Rom. Hans epitaf återberättar att han betvingade grekerna och fördrev schismen. Hans namn är upptaget i bysantinska kyrkans diptyker. Enligt en urkund dog han som munk vid San Paolo fuori le Mura i närheten av Rom i juni 1009.